# Türkiye 1. Basketbol Ligi 1977-1978
La Türkiye 1. Basketbol Ligi 1977-1978 è stata la 12ª edizione del massimo campionato turco di pallacanestro maschile. La vittoria finale è stata ad appannaggio dell'Eczacıbaşı.

## Risultati

### Stagione regolare
|     | Squadra          | G  | V  | N | P  | PF    | PS    | Pt. | Qualificazione     |
| --- | ---------------- | -- | -- | - | -- | ----- | ----- | --- | ------------------ |
| 1.  | Eczacıbaşı       | 22 | 20 | 0 | 2  | 2.072 | 1.522 | 62  |                    |
| 2.  | Tofaş SAS        | 22 | 18 | 0 | 4  | 1.995 | 1.727 | 58  |                    |
| 3.  | Meysu Yenişehir  | 22 | 17 | 1 | 4  | 2.034 | 1.753 | 57  |                    |
| 4.  | Şekerspor        | 22 | 16 | 0 | 6  | 1.992 | 1.775 | 54  |                    |
| 5.  | Karşıyaka        | 22 | 14 | 1 | 7  | 1.890 | 1.665 | 51  |                    |
| 6.  | Ankara DSİ       | 22 | 10 | 0 | 12 | 1.718 | 1.851 | 42  |                    |
| 7.  | Galatasaray      | 22 | 9  | 0 | 13 | 1.801 | 1.910 | 40  |                    |
| 8.  | Beşiktaş         | 22 | 8  | 0 | 14 | 1.672 | 1.784 | 38  |                    |
| 9.  | Fenerbahçe       | 22 | 7  | 0 | 15 | 1.842 | 2.007 | 36  |                    |
| 10. | Ziraat Fakültesi | 22 | 7  | 0 | 15 | 1.564 | 1.815 | 36  |                    |
| 11. | Muhafızgücü      | 22 | 3  | 0 | 19 | 1.622 | 2.070 | 28  | retrocesse in TBL2 |
| 12. | İTÜ Istanbul     | 22 | 2  | 0 | 20 | 1.722 | 2.087 | 26  | retrocesse in TBL2 |

| Türkiye 1. Basketbol Ligi 1977-1978 |
| ----------------------------------- |
| Eczacıbaşı 3º titolo                |

## Formazione vincitrice
| N° | Naz.                   | Ruolo | Sportivo        |  | Alt. |  |
| -- | ---------------------- | ----- | --------------- |  | ---- |  |
|    | Turchia (bandiera)     |       | Efe Aydan       |  |      |  |
|    | Stati Uniti (bandiera) |       | Frank Card      |  |      |  |
|    | Turchia (bandiera)     |       | Pamir Dilemre   |  |      |  |
|    | Turchia (bandiera)     |       | Mehmet Döğüşken |  |      |  |
|    | Turchia (bandiera)     |       | Melih Erçin     |  |      |  |
|    | Turchia (bandiera)     |       | Nedim Esgin     |  |      |  |
|    | Turchia (bandiera)     |       | Necati Güler    |  |      |  |
|    | Turchia (bandiera)     |       | Doğan Hakyemez  |  |      |  |
|    | Turchia (bandiera)     |       | Esat Özertan    |  |      |  |
|    | Turchia (bandiera)     |       | Nuri Tan        |  |      |  |
|    | Turchia (bandiera)     |       | Orhan Tuncer    |  |      |  |
|    | Turchia (bandiera)     | All.  | Aydan Siyavuş   |  |      |  |